# نور (هنرپیشه لبنانی)

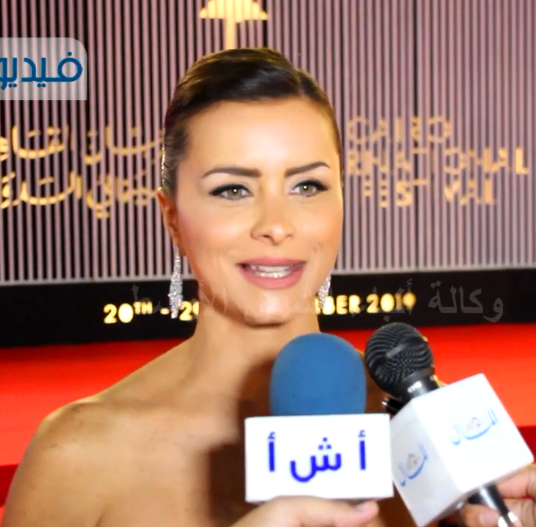

نور (متولد ۲۳ دسامبر ۱۹۷۷) هنرپیشه، بازیگر تلویزیون، سینما و تئاتر اهل لبنان است که در سینمای مصر، با آثاری که به عنوان سرآمد در تاریخ مدرن سینمای مصر شناخته می‌شوند به شهرت رسید.